# NGC 402

NGC 402

NGC 402 في الفهرس العام الجديد، هي نجم، تقع في كوكبة الحوت. اكتشفت في 7 أكتوبر 1874 .

## روابط خارجية
- NGC 402 على موقع ويكي سكاي: DSS2, SDSS, GALEX, IRAS, Hydrogen α, X-Ray, Astrophoto, Sky Map, Articles and images